# Ensi linja
La première ligne (finnois : Ensi linja) est une rue de la section Linjat du quartier Kallio à Helsinki  en Finlande.

## Présentation
La première ligne s'étend sur environ 250 mètres de l'extrémité sud-ouest de Castréninkatu à l'extrémité sud-ouest d'Alppikatu et constitue la limite entre la zone de plan hippodamien bordée d'immeubles résidentiels et la zone des villas de Linnunlaulu.
Le long de la première ligne se trouvent l'ancienne école pour aveugles, conçue par Theodor Granstedt en 1898, et la maison municipale, un vaste complexe de bâtiments de l'Association des municipalités finlandaises, achevé en 1982 (Castren-Jauhiainen-Nuuttila, 1982).
Le terrain du Théâtre municipal d'Helsinki est également bordé au nord par la première ligne, bien que son entrée principale se trouve du côté d'Eläintarhantie.

## Rues croisées du sud-est au nord-ouest
- Castréninkatu
- Wallininkatu
- Eläintarhantie
- Alppikatu

## Galerie

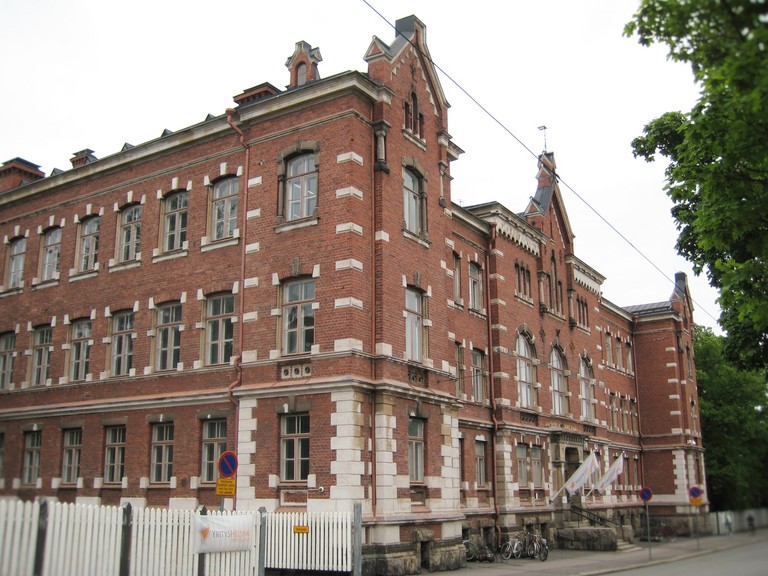
Ancienne école pour aveugles, Ensi linja 1.
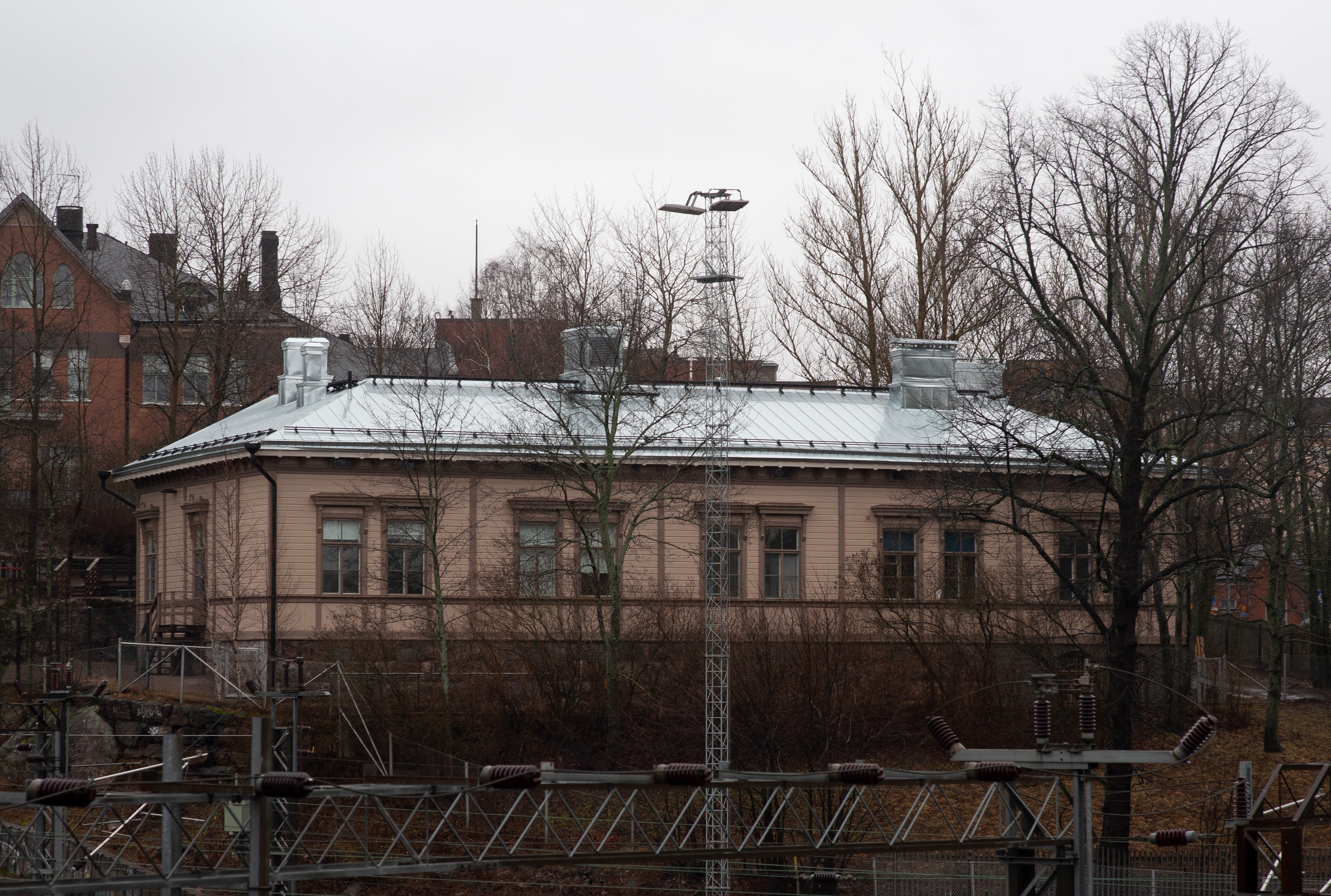
Ensi linja 6.
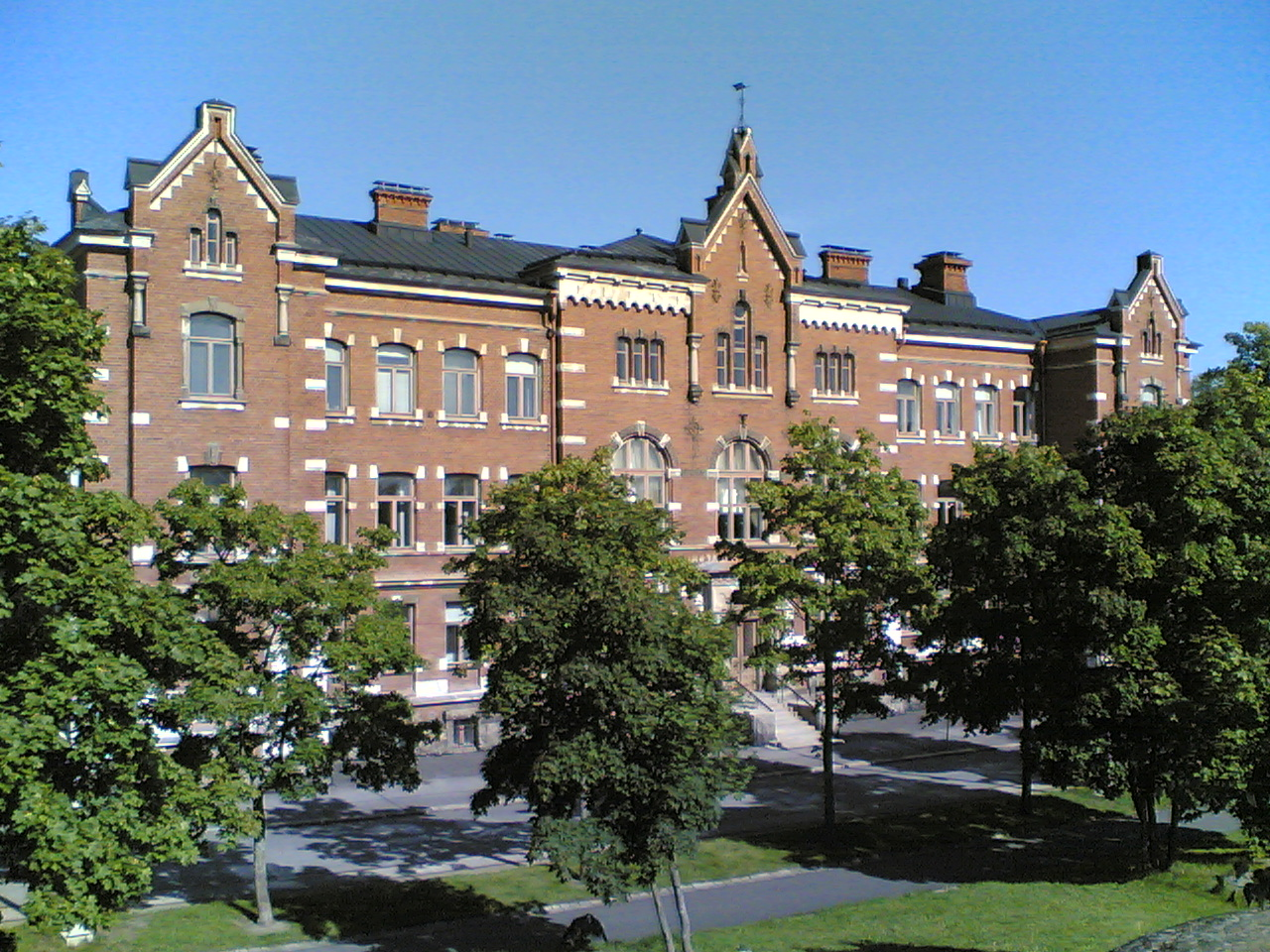
Ensi linja.
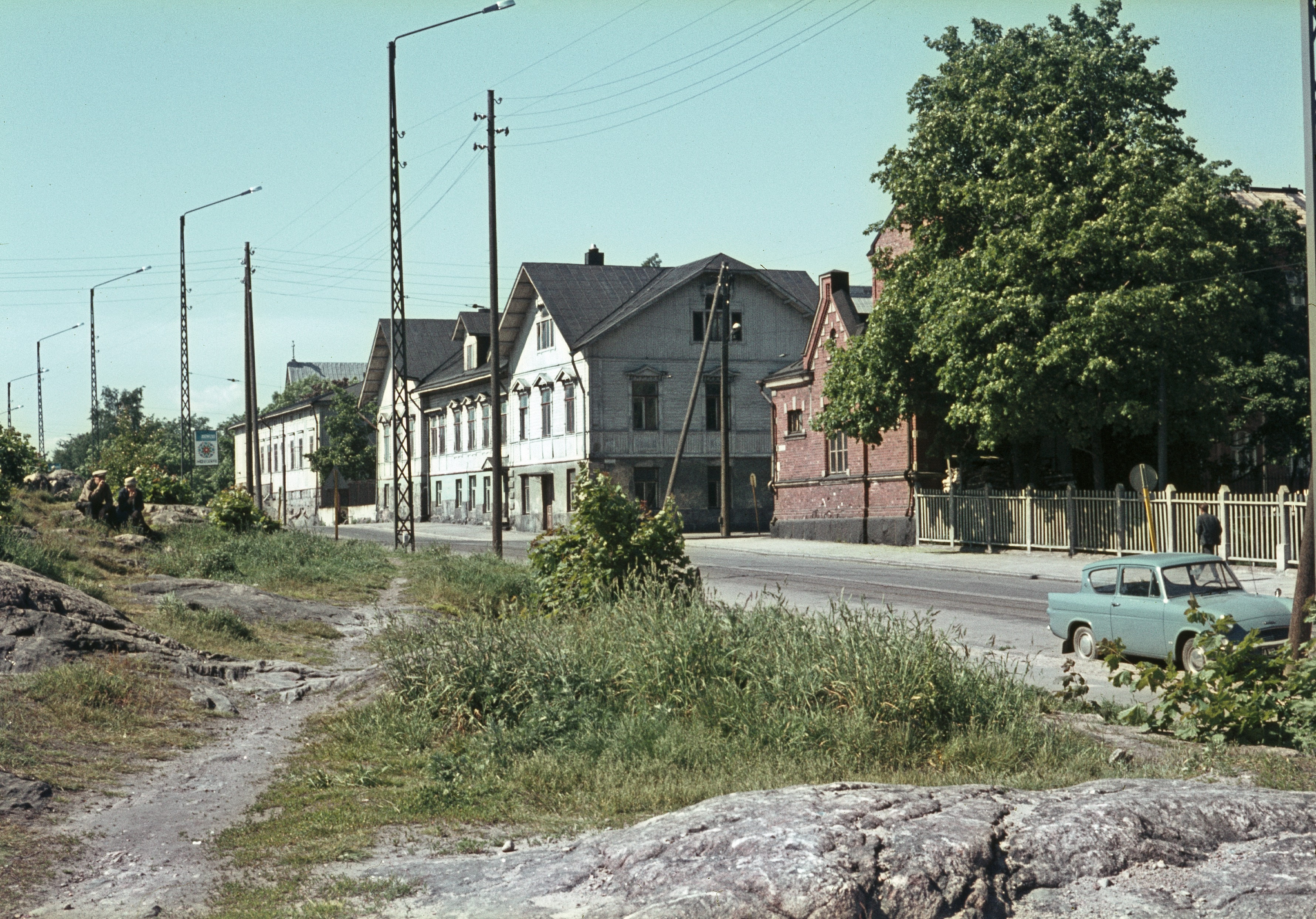
Ensi linja 9,11.
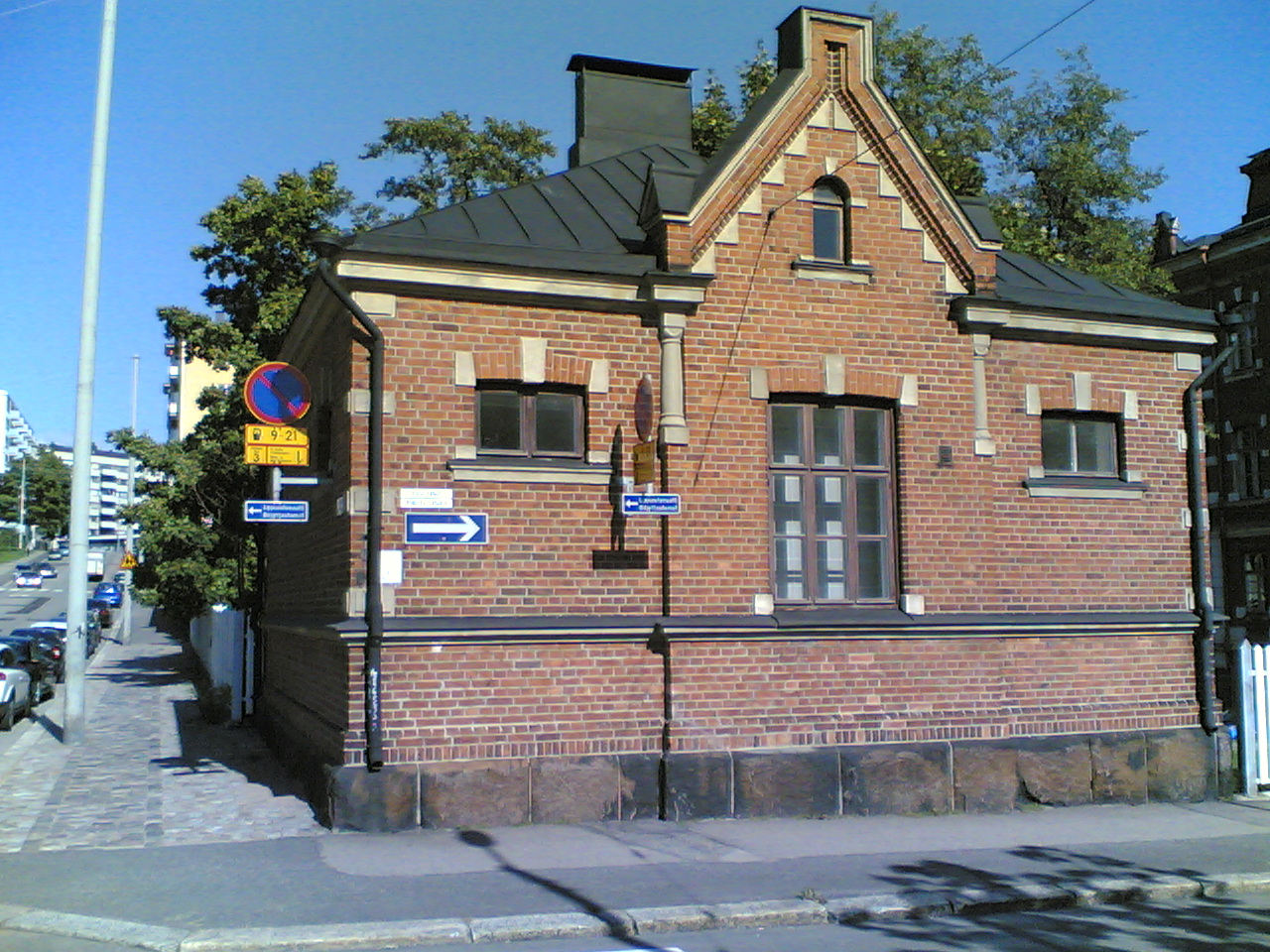
Ensi linja.
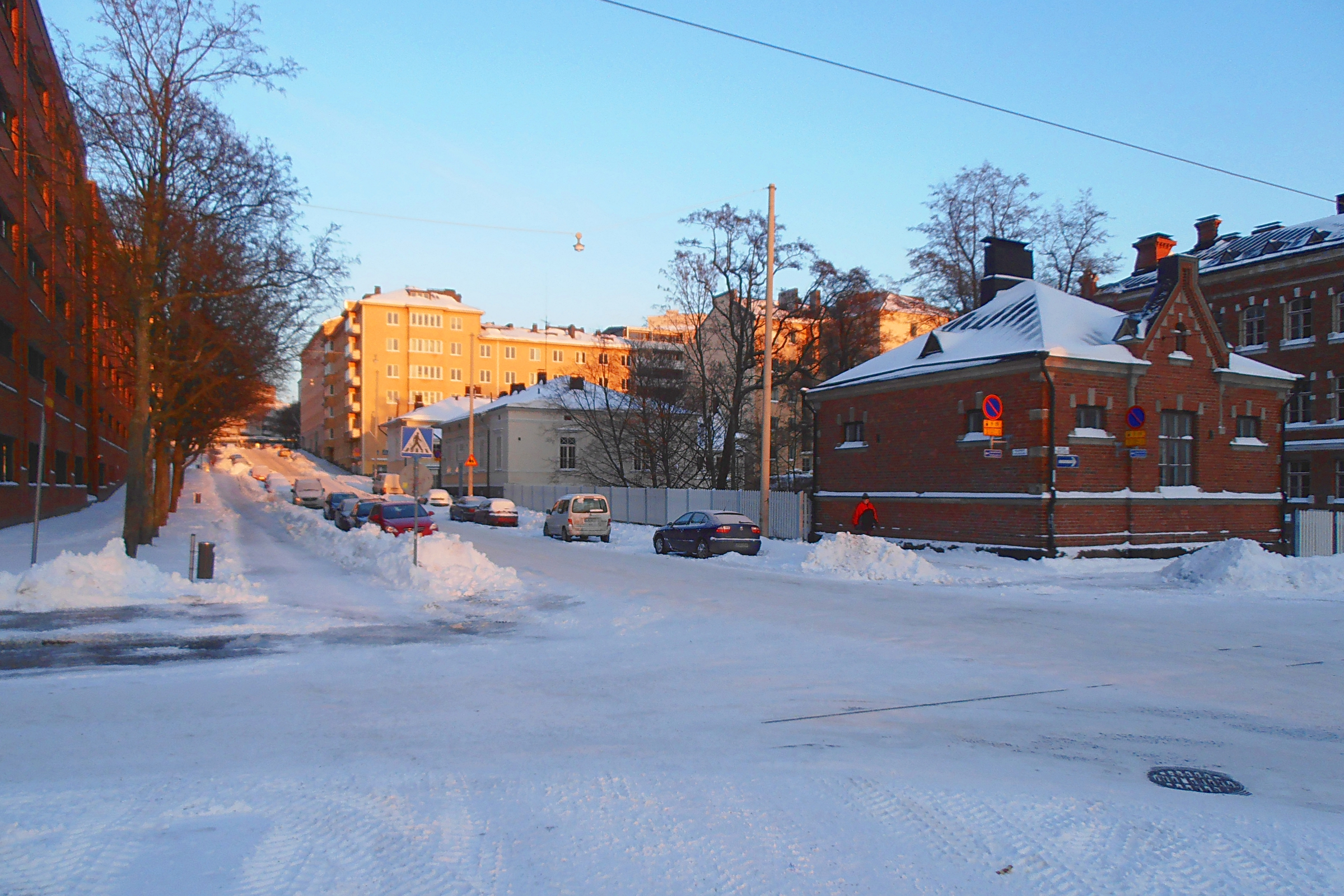
Croisement de Wallininkatu et de la première ligne.
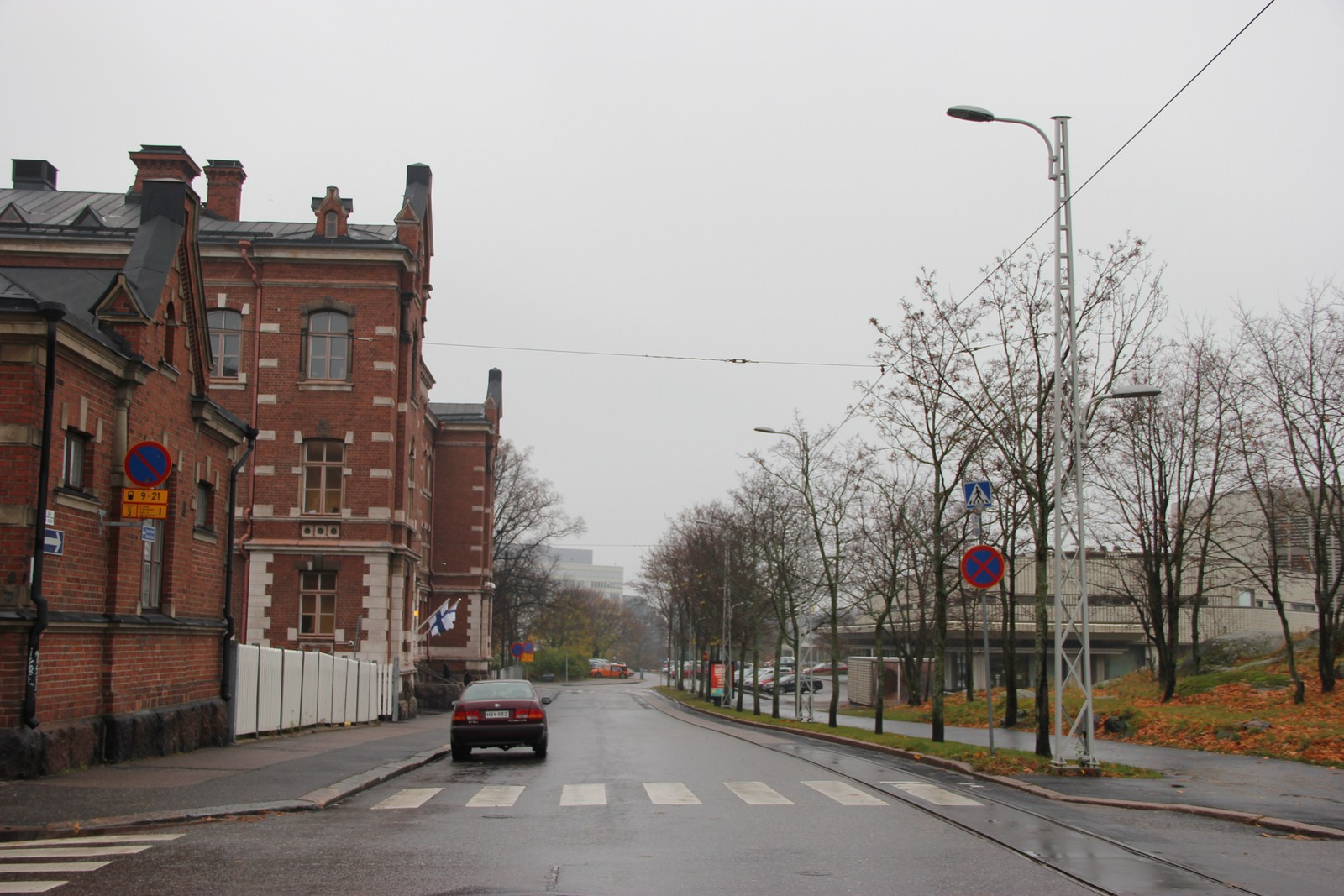
À droite le Théâtre municipal d'Helsinki, à gauche le service du personnel de la ville d'Helsinki.